# 坂部幸
坂部 幸（さかべ さち）は、日本の料理研究家。一般社団法人日本フードドクター食医学協会（JFDA）代表理事。

## 略歴
- 1999年 辻調理師専門学校エコールキュリネール国立フランス料理専門カレッジ卒業
- 1999年～2007年 都内フランス料理、イタリア料理レストランワインバー、ワインショップにて勤務

赤坂フレンチレストラン　Bistro「Bonne femme」
新宿フレンチレストラン「TRIBECKS」
六本木フレンチレストラン「QUE SERA」
丸の内イタリアンリストランテ「IL GHIOTTONE」
- 2003年～2006年 毎日新聞（毎日中学生新聞）にてイラストレシピ「なりきりChef」を連載
- 2003年～ 料理教室「Four leaves clover kitchen」設立
- 2004年～2009年 商品開発アドバイザーに就任

「Délirium Café Tokyo」霞ヶ関店　料理顧問に就任
「Délirium Café Réserve」赤坂店　料理顧問に就任
- 2010年～ 運営する料理教室を「TREFLE KITCHEN」として恵比寿に移転 恵比寿フレンチレストラン「Les mariages de GAKU」にてマネージャーに就任 雑誌掲載などのフードコーディネーターを担当
- 2011年～ 荻窪フレンチレストラン「Valinor」のレストランコーディネーターに就任
- 2011年 情緒食堂『全国お取り寄せ型録』フードコーディネート
- 2011年 東京カレンダーフードコーディネート
- 2012年 イデアインターナショナル　BRUNOレシピ監修
- 2013年 カーヴィーグランドキッチン（樫木裕実プロデュース）Discover Yourself Happyホルモンを作り出せ!!～内側、外側から美しく!食&身体作り～　料理講座 - 講師
- 2013年 24時間テレビ　 24時間マラソンランナー大島美幸のダイエットレシピをコーディネート
- 2014年～ 相模屋 平助商店　コーディネート
- 2014年 11月17日放送 NHKあさイチ『食欲の秋 盛り付けの極意』出演
- 2014年～ INSTYLE PUBLISHING社　wine what's - レシピ紹介

ダイヤモンド社　月刊ダイヤモンド - レシピ紹介
小学館社　女性セブン - レシピ紹介
家の光協会　家の光 - レシピ紹介
- 2015年4月20日放送 テレビ朝日 GET SPORTS （プロゴルファー上田桃子プロ）出演
- 2018年5月4日放送 BS朝日　才色健美 （プロゴルファー上田桃子プロ）出演
- 2020年 一般社団法人 日本フードドクター食医学協会（JFDA） 設立、料理教室名を「PODERHYSH KITCHEN（ポデリッシュキッチン）」に変更
- 2021年 講談社『美肌は最高のジュエリー』 - レシピ制作、調理
- 2021年 スキンケアブランドmeethが立ち上げた食事業『&meal』において商品監修、制作、コーディネートを担当

## 監修商品
- BRUNO

マルチミニブレンダー
コンパクトケトル
コンパクトガラスブレンダー
マルチフードカッター
マルチハンディブレンダー
コンパクトホットプレート
- Soda Sparkle（ソーダスパークル）

ほか

## 著書
- レシピブック『スムージーパー ティーレシピブック つくって愉しい 食してうれしい 毎日が華やぐ 50のスムージーレシピ』
- レシピブック『ブルーノ コンパクトホットプレート テーブルパーティーレシピブック つくる愉しみ 食す歓び 食卓を囲む幸せ 幸せをほおばる30のレシピ』